# Chmielewo (powiat łomżyński)
Chmielewo – wieś w Polsce położona w województwie podlaskim, w powiecie łomżyńskim, w gminie Nowogród.
| SIMC    | Nazwa | Rodzaj    |
| ------- | ----- | --------- |
| 0402425 | Dwór  | część wsi |

Wierni kościoła rzymskokatolickiego należą do parafii Narodzenia Najświętszej Maryi Panny w Nowogrodzie.

## Historia
W latach 1921 – 1939 wieś leżała w województwie białostockim, w powiecie łomżyńskim, w gminie Miastkowo.
Według Powszechnego Spisu Ludności z 1921 roku wieś zamieszkiwały 54 osoby w 10 budynkach mieszkalnych. Miejscowość należała do parafii rzymskokatolickiej w m. Nowogród. Podlegała pod Sąd Grodzki i Okręgowy w Łomży; właściwy urząd pocztowy mieścił się w m. Miastkowo.
W wyniku napaści ZSRR na Polskę we wrześniu 1939 miejscowość znalazła się pod okupacją sowiecką. Od czerwca 1941 roku pod okupacją niemiecką. Od 22 lipca 1941 do 1945 włączona w skład Landkreis Lomscha, Bezirk Bialystok III Rzeszy.
W latach 1954–1959 wieś należała i była siedzibą władz gromady Chmielewo, po jej zniesieniu w gromadzie Nowogród. 
W latach 1975–1998 miejscowość administracyjnie należała do województwa łomżyńskiego.